# Baryon lambda

Baryonový oktet

Baryon lambda (Λ) patří do skupiny hyperonů. Hyperony patří do skupiny fermionů a mají většinou spin ½ (kromě Ω−).
Známe celkem čtyři Λ částice (lišící se nábojem).
Nejčastější bývá Λ0 s hmotností cca 1116 MeV. Má dobu života asi 2,5.10−10s.
Rozpadá se podle těchto vzorců:
Λ0 → p + π− (asi 67 % případů), Λ0 → n + π0 (asi 33 % případů).

## Hyperjádra
Hyperony jsou částice vykazující silné interakce. Mohou být tedy navázány do jader. Tím vzniknou tzv. hyperjádra. Většinou je jeden z neutronů nahrazen částicí Λ0. Např. v urychlovačích byla pozorována hyperjádra
9BeΛ. Hyperjádra jsou nestabilní (protože hyperony jsou nestabilní), takže např. výše uvedené hyperjádro 9BeΛ se rozpadá podle vzorce 9BeΛ → p + π− + 8Be4, nebo 9BeΛ → 4He + 3He + n.